# Wonder Boy
La serie Wonder Boy (ワンダーボーイ Wandā Bōi?), también conocido como la serie de Monster World (モンスターワールド Monsutā Wārudo?), es una franquicia de videojuegos publicada por Sega y desarrollada por Westone Bit Entertainment (anteriormente Escape). Comenzando con el juego de arcade Wonder Boy original lanzado el 21 de abril de 1986, el juego ha generado varias secuelas lanzadas para máquinas recreativas, Master System y Sega Genesis, así como tres títulos de compilación y tres nuevas versiones de otros desarrolladores. Varios títulos han sido portados a otras consolas por diferentes editores con diferentes nombres, sobre todo la adaptación Adventure Island de Hudson Soft del juego original. El personaje principal "Wonder Boy" fue nombrado Book por el desarrollador y Tom-Tom por Sega para las ediciones en el extranjero.

## Visión general
El primer juego de Wonder Boy es un juego de plataformas de desplazamiento lateral en el que el jugador debe llegar al final del nivel, evitando enemigos y recolectando fruta para restaurar un medidor de tiempo que se reduce gradualmente. Originalmente, Wonder Boy iba a tener un movimiento continuo como elemento de presión, pero el diseñador Ryuichi Nishizawa, que no podía jugar el juego de esa manera, eliminó ese elemento. Además de Wonder Boy III: Monster Lair, que presenta una jugabilidad similar a la del primer Wonder Boy y también incorpora porciones de disparos, los otros juegos de la serie, a los que se hace referencia en Japón como la subserie Monster World, se centran en una fantasía. ambientación con elementos de juego de roles. Derrotar enemigos en estos juegos gana dinero que se puede usar para comprar nuevas armas, armaduras y artículos para fortalecer al jugador. Muchos de estos juegos tienen un enfoque de juego Metroidvania, en el que obtener nuevos elementos o habilidades puede otorgar acceso a nuevas áreas en el juego.

## Lista de juegos

### Serie principal
| Titulo                             | Lanzamiento | Plataforma original                      | Ports | Otros Nombres / Notas |
| ---------------------------------- | ----------- | ---------------------------------------- | --- | --- |
| Wonder Boy                         | 1986        | Máquina recreativa                       | Commodore 64, Amstrad CPC, ZX Spectrum, SG-1000, Master System, Game Gear, Wii (Consola Virtual)                          | * Super Wonder Boy (Japón, Sega Mark III) - Revenge of Drancon (América del Norte, Game Gear)                                                                                      |
| Wonder Boy in Monster Land         | 1987        | Máquina recreativa                       | PC Engine, Master System, Amiga, Atari ST, Commodore 64, Amstrad CPC, ZX Spectrum, Wii (Consola Virtual), Nintendo Switch | * Super Wonder Boy: Monster World (Japón, Sega Mark III) - Super Wonder Boy in Monster Land (Activision) - Super Wonder Boy: Super Monster Land (América del Norte, Master System) |
| Wonder Boy III: Monster Lair       | 1988        | Máquina recreativa                       | Mega Drive, PC Engine CD, Wii (Consola Virtual)                                                                           | * Monster Lair (América del Norte, TurboGrafx-CD) |
| Wonder Boy III: The Dragon's Trap  | 1989        | Master System                            | Game Gear, TurboGrafx-16/PC Engine, Wii (Consola Virtual)                                                                 | * Wonder Boy: The Dragon's Trap (Europa, Game Gear) - Monster World II: Dragon no Wana (Japón, Game Gear)                                                                          |
| Wonder Boy in Monster World        | 1991        | Sega Genesis / Mega Drive                | Master System, PC Engine/TurboGrafx-CD, Wii (Consola Virtual), Microsoft Windows                                          | * Wonder Boy V: Monster World III (Japón) - The Dynastic Hero (América del Norte, TurboGrafx-CD)                                                                                   |
| Monster World IV                   | 1994        | Sega Mega Drive                          | Wii (Consola Virtual) | Ninguno |
| Monster Boy and the Cursed Kingdom | 2018        | PlayStation 4, Xbox One, Nintendo Switch | Microsoft Windows, Stadia                                                                                                 | Desarrollado por Game Atelier y publicado por FDG Entertainment. |

### Nuevas versiones
| Titulo                            | Lanzamiento | Plataforma original                               | Puertos                                       | Otros Nombres / Notas                                                                                      |
| --------------------------------- | ----------- | ------------------------------------------------- | --------------------------------------------- | --- |
| Wonder Boy Returns                | 2016        | Microsoft Windows                                 | PlayStation 4, Nintendo Switch                | * Nueva versión de Wonder Boy - Wonder Boy Returns en Nintendo Switch - Desarrollado y publicado por CKF.  |
| Wonder Boy: The Dragon's Trap     | 2017        | PlayStation 4, Nintendo Switch, Xbox One          | Microsoft Windows, macOS, Linux, iOS, Android | * Nueva versión de Wonder Boy III: The Dragon's Trap - Desarrollado por Lizardcube y publicado por DotEmu. |
| Wonder Boy: Asha in Monster World | 2021        | PlayStation 4, Nintendo Switch, Microsoft Windows | Ninguno                                       | * Nueva versión de Monster World IV - Desarrollado por Artdink y publicado por ININ Games.                 |

### Recopilatorios
| Titulo                                              | Lanzamiento          | Sistema                                    | Juegos incluidos |
| --------------------------------------------------- | -------------------- | ------------------------------------------ | --- |
| Sega Ages Vol 29: Monster World Complete Collection | 2007 (solo en Japón) | PlayStation 2                              | * Wonder Boy - Wonder Boy in Monster Land - Wonder Boy III: Monster Lair - Wonder Boy III: The Dragon's Trap - Wonder Boy in Monster World - Monster World IV |
| Sega Vintage Collection: Monster World              | 2012                 | PlayStation 3, Xbox 360                    | * Wonder Boy in Monster Land - Wonder Boy in Monster World - Monster World IV |
| Sega Genesis Classics                               | 2012                 | PlayStation 4, Xbox One, Microsoft Windows | * Wonder Boy III: Monster Lair - Wonder Boy in Monster World |
| Wonder Boy Collection                               | 2022                 | PlayStation 4, Nintendo Switch             | * Wonder Boy - Wonder Boy in Monster Land - Wonder Boy in Monster World - Monster World IV |
| Wonder Boy Anniversary Collection                   | 2022                 | PlayStation 4, Nintendo Switch             | * Wonder Boy (Máquina recreativa, Master System, Game Gear) - Wonder Boy in Monster Land (Máquina recreativa, Master System) - Wonder Boy III: The Dragon's Trap (Master System, Game Gear) - Wonder Boy III: Monster Lair (Máquina recreativa, Genesis) - Wonder Boy in Monster World (Genesis, Master System) - Monster World IV |